# Morgan Turner
Morgan Jeanette Turner (* 29. April 1999 in West Chester, Pennsylvania) ist eine US-amerikanische Schauspielerin.

## Leben
Ihr Vater ist Eric Turner und ihre Mutter die Schauspielerin Sandra Landers. Turner besuchte die Methacton High School in Eagleville. Seit 2006 trat sie in mehr als einem Dutzend Film- und Fernsehproduktionen in Erscheinung.

## Filmografie (Auswahl)

### Filme
- 2006: Unbesiegbar – Der Traum seines Lebens (Invincible)
- 2009: Der göttliche Mister Faber (Arlen Faber)
- 2010: Remember Me – Lebe den Augenblick (Remember Me)
- 2014: The Sisterhood of Night
- 2017: Wonderstruck
- 2017: Jumanji: Willkommen im Dschungel (Jumanji: Welcome to the Jungle)
- 2019: Jumanji: The Next Level

### Serien
- 2010: Mercy (Episode 1x16)
- 2011: Mildred Pierce (4 Episoden)
- 2013: Blue Bloods – Crime Scene New York (Blue Bloods, Episode 4x04)

## Deutsche Synchronstimme
Morgan Turners deutsche Synchronstimme in den beiden Jumanji-Filmen wurde ihr von Kristina Tietz verliehen.